# 动物园站 (成都市)
动物园站位于成都市成华区，是成都地铁3号线的地下车站。

## 车站概要
本站位于昭觉寺南路、荆竹西路与荆竹中路的交叉路口，于2016年7月31日启用。因邻近成都市动物园而得名。针对本站小朋友居多的特点，运营公司提供了特色化服务。

## 车站结构

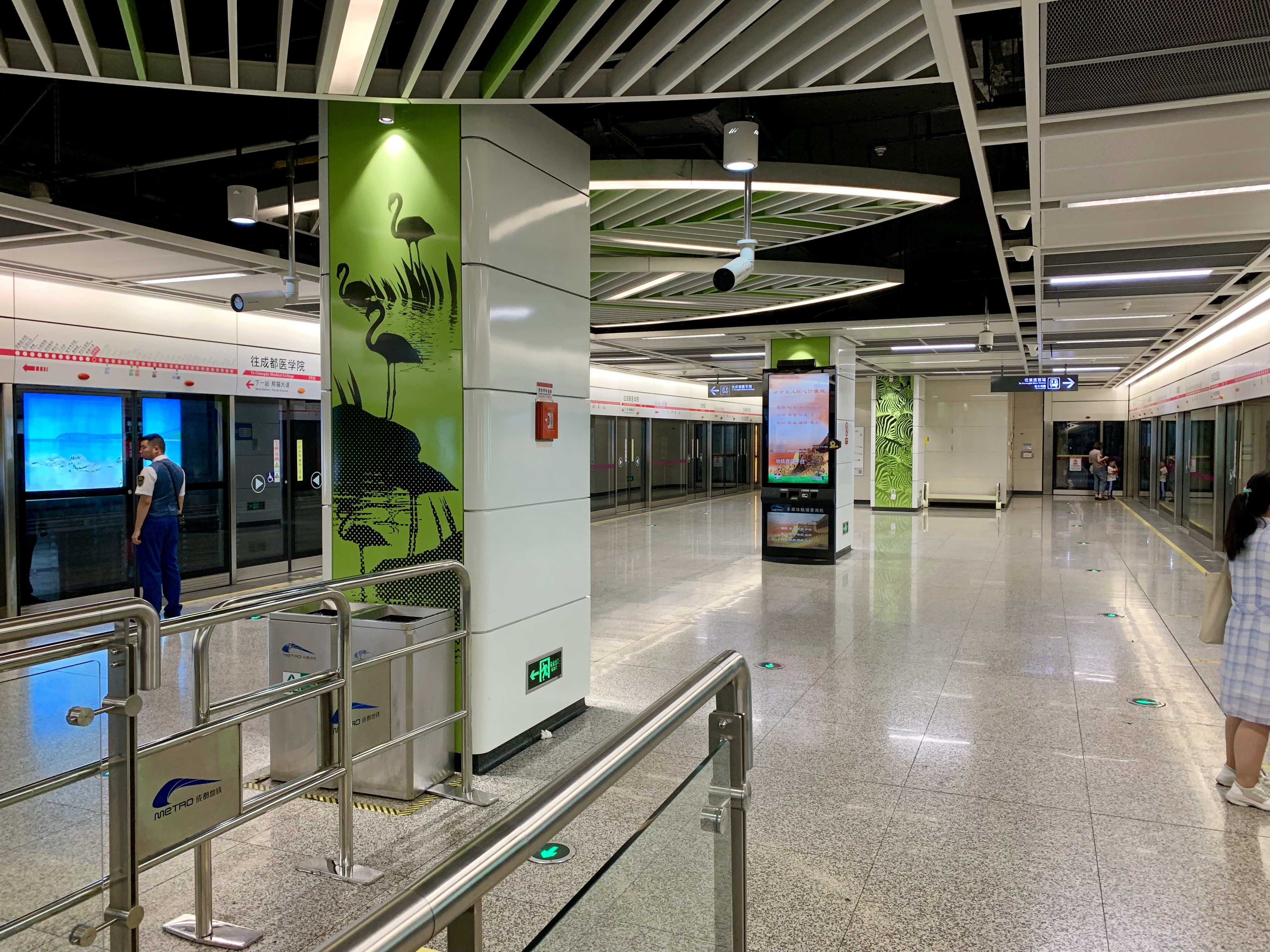
站台层
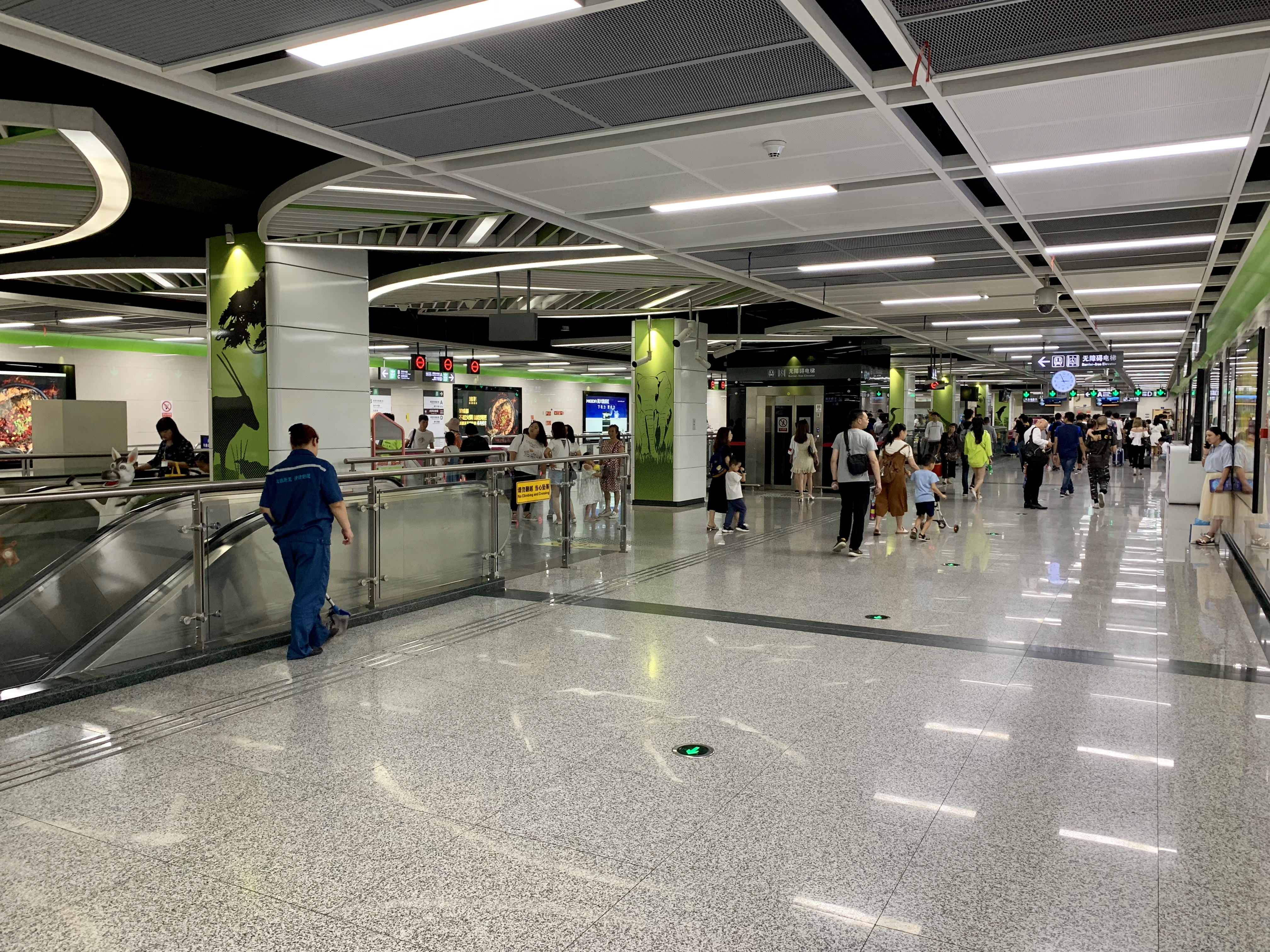
站厅层

动物园站为地下二层岛式站台车站。
| 地面      |                                        | 出入口                                 |  |
| 地下 一层 | 站厅层                                 | 安检、售票机、站内商店                 |  |
| 地下 二层 |                                        | 3号线列车往成都医学院方向 （熊猫大道） |  |
| 地下 二层 | 岛式月台，左边车门将会开启             |                                        |  |
| 地下 二层 | 3号线列车往双流西站方向 （昭觉寺南路） |                                        |  |

## 内装与公共艺术
本站通向成都动物园方向的A口通道装饰有长颈鹿图案的3D图画；在站台端头的墙壁上装饰有以“冰雪天地”为主题的3D彩绘。

## 车站服务
针对本站小朋友居多的特点，运营公司在车站设置了“物品交换柜”。当小朋友乘车时，可以用手中的气球、小动物等安检违禁物品与交换柜的礼品互换，而出站的小朋友根据自己的喜好在回收物品中领取相应物品。除此之外，还在站厅设立了“爱心服务台”，每逢周末、节假日等大客流时段，车站将根据需要启用“爱心服务岗”，为乘客解答疑问，提供便签纸、针线、创可贴等便民物品，为需要的乘客提供人性化的服务。 

## 出入口信息
本站目前开放4个出入口。
| 出口编号 | 设施                    | 地点       | 可到达目的地                         |
| -------- | ----------------------- | ---------- | ------------------------------------ |
|          |                         |            |                                      |
|          | 无障碍电梯 无障碍卫生间 | 昭觉寺南路 | 成都市动物园、昭觉寺、华润熙悦广场   |
| 出口 · B |                         | 昭觉寺南路 | 上东1号·蓉华上林、成都市北新实验小学 |
| 出口 · C |                         | 荆竹西路   | 荆竹小区八号院、蓉铁花园             |
| 出口 · D |                         | 昭觉寺南路 | 双水小学（东区）                     |

## 大事记
- 2013年7月31日，车站主体结构封顶[3]；
- 2016年7月31日，车站正式启用[1]。

## 公交配套
9路;18路;25路;32路;64路;85路;87路;99路;146路;150路;156a路;156b路;198a路;198路;245路;246路;254路;527路;1030路;1035路;1122路;g26路